# Volksbank Limbach
Die Volksbank Limbach eG ist eine Genossenschaftsbank mit Sitz in der baden-württembergischen Gemeinde Limbach im Neckar-Odenwald-Kreis.

## Geschichte
Die heutige Volksbank Limbach eG wurde am 27. Dezember 1899 als Spar- und Kreditbank eGmuH Limbach/Baden in Limbach gegründet und fusionierte zuletzt im Jahr 1970 mit der Raiffeisenkasse eGmbH Trienz bei Mosbach mit dem Sitz im Ortsteil Trienz von Fahrenbach zur Spar- und Kreditbank Limbach - Trienz eGmbH. Mit Eintragung vom 26. Februar 1976 erhielt die Bank ihre heutige Firmierung. Anschließend erfolgten noch Fusionen mit gewerblichen Warengenossenschaften aus der Umgebung.

## Rechtsverhältnisse
Die Volksbank Limbach eG ist im Genossenschaftsregister beim Amtsgericht Mannheim unter GnR 440017 eingetragen.

## Organisationsstruktur
Rechtsgrundlagen sind das Genossenschaftsgesetz und die durch die Generalversammlung beschlossene Satzung. Organe der Bank sind der Vorstand, der Aufsichtsrat und die Generalversammlung.

## Sicherungseinrichtung
Die Volksbank Limbach eG ist der amtlich anerkannten Sicherungseinrichtung des Bundesverbandes der Deutschen Volksbanken und Raiffeisenbanken GmbH und der zusätzlichen freiwilligen Sicherungseinrichtung des Bundesverbandes der Deutschen Volksbanken und Raiffeisenbanken e.V. angeschlossen.

## Geschäftsausrichtung
Die Volksbank Limbach eG betreibt das Universalbankgeschäft. Im Verbundgeschäft arbeitet sie mit der DZ Bank, R+V Versicherung, Bausparkasse Schwäbisch Hall, Teambank, VR Leasing, DZ Hyp und der Union Investment zusammen.

## Geschäftsgebiet
Das Geschäftsgebiet liegt im Zentrum des Neckar-Odenwald-Kreises.
Neben der Geschäftsstelle am Sitz der Bank werden keine weiteren Geschäftsstellen betrieben.